# Odontotrypes glaber
Odontotrypes glaber is een keversoort uit de familie mesttorren (Geotrupidae). De wetenschappelijke naam van de soort werd in 1998 gepubliceerd door Nikolajev.